# Cemex
Cemex SA de CV — мексиканская компания, один из крупнейших в мире производителей цемента. Компания была основана в Мексике в 1906 году, штаб-квартира находится в городе Сан-Педро-Гарса-Гарсия (пригород Монтеррея, штат Нуэво-Леон).

## История
Один из двух основных предшественников компании был основан в 1906 году в пригороде Монтеррея под названием Cementos Hidalgo. В 1920 году в том же регионе Лоренсо Сомбрано (Lorenzo Zambrano) основал ещё одну компанию по производству цемента, Cementos Portland Monterrey. По инициативе Сомбрано в 1931 году две компании объединились под названием Cementos Mexicanos, позже имя компании было сокращено до Cemex.
Во второй половине 1960-х годов компания начала расширять своё присутствие в Мексике за счёт покупки или открытия цементных заводов в разных частях страны. В 1976 году Cemex провела размещение акций на Мексиканской фондовой бирже. В этом же году у Cementos Guadalajara было куплено три завода, что сделало Cemex крупнейшим производителем цемента в Мексике. Поглощение в конце 1980-х годов компаний Cementos Anahuac и Cementos Tolteca вывело Cemex в десятку крупнейших производителей цемента в мире, а на внутреннем рынке доля компании достигла 65 %; к этому времени компания начала экспортировать цемент в США. В 1990 году выручка Cemex составила 1,2 млрд долларов.
В 1992 году были куплены контрольные пакеты акций в двух ведущих производителях цемента Испании, Valenciana и Sanson. В следующем году был куплен цементный завод в Техасе. Затем была куплена 60-процентная доля в крупнейшей цементной компании Венесуэлы, Vencemos, и 50-процентная доля в компании Scancem Industries, работавшей в 5 странах Карибского региона. В 1995 году были куплены два производителя цемента в Колумбии и один в Доминиканской Республике; зарубежные продажи в этом году впервые превысили половину выручки, которая составила около 3 млрд долларов.
К концу 1990-х годов Cemex вышла на первое место по производству цемента на Филиппинах, купив 2 компании, Rizal Cement Company и APO Cement Corporation. В 2000 году у правительства Египта был куплен крупнейший производитель цемента в стране, Assiut Cement Company. В октябре 2000 года за 2,63 млрд долларов был куплен второй крупнейший производитель цемента в США, компания Southdown. В 2005 году за 2,3 млрд фунтов стерлингов была поглощена британская компания RMC Group. В 2008 году заводы в Венесуэле были национализированы.

## Деятельность
Номинальная производительность предприятий компании по состоянию на конец 2023 года составляла 89,7 млн т цемента в год. Продажи цемента за 2023 год составили 59,6 млн т. Также за год было реализовано 47,1 млн м³ бетона и 138,8 млн т наполнителей.
Компании принадлежит 60 цементных заводов, из них 15 в Мексике, 10 в США, 6 в Испании, 4 в Колумбии, по 3 в Великобритании и Польше, по 2 в Германии и на Филиппинах, по 1 в Чехии, Хорватии, Египте, ОАЭ, Панаме, Никарагуа, Гватемале, Доминиканской Республике, Пуэрто-Рико, Тринидаде и Тобаго, Ямайке и Барбадосе. Также компании принадлежит более 300 карьеров по добыче сырья для производства цемента и наполнителей.
Выручка компании за 2023 год составила 17,4 млрд долларов, из них на Мексику пришлось 28 %, на США — 31 %, Великобританию — 6 %, Францию — 5 %, Израиль — 5 %, Германию — 3 %, Польшу — 3 %, Колумбию — 3 %, Испанию — 2 %, Филиппины — 2 %, Доминиканскую Республику — 2 %, Панаму — 1 %.